# Thiago de Jesus Santos
Thiago de Jesus Santos, còn được biết với tên Thiago Santos (Lagartos, sinh ngày 30 tháng 1 năm 1988) là một cầu thủ bóng đá người Brasil thi đấu ở vị trí tiền đạo.

## Thống kê sự nghiệp
(Chính xác tính đến ngày 16 tháng 10 năm 2010)
| Câu lạc bộ          | Mùa giải | State League | State League | Brazilian Série A | Brazilian Série A | Copa do Brasil | Copa do Brasil | Copa Libertadores | Copa Libertadores | Copa Sudamericana | Copa Sudamericana | Tổng    | Tổng      |
| Câu lạc bộ          | Mùa giải | Số trận      | Bàn thắng    | Số trận           | Bàn thắng         | Số trận        | Bàn thắng      | Số trận           | Bàn thắng         | Số trận           | Bàn thắng         | Số trận | Bàn thắng |
| ------------------- | -------- | ------------ | ------------ | ----------------- | ----------------- | -------------- | -------------- | ----------------- | ----------------- | ----------------- | ----------------- | ------- | --------- |
| Marília             | 2010     | 12           | 3            | -                 | -                 | -              | -              | -                 | -                 | -                 | -                 | 12      | 3         |
| Atlético Paranaense | 2010     | -            | -            | 7                 | 0                 | -              | -              | -                 | -                 | -                 | -                 | 7       | 0         |
| Tổng                | Tổng     | 12           | 3            | 7                 | 0                 | -              | -              | -                 | -                 | -                 | -                 | 19      | 3         |

## Hợp đồng
- Atlético Paranaense.